# Zoran Lukić (allenatore di calcio)
Zoran Lukić (Sarajevo, 27 novembre 1956) è un allenatore di calcio ed ex calciatore svedese di origine bosniaca, di ruolo centrocampista.

## Carriera

### Giocatore
Buona parte della sua carriera da calciatore si è svolta con la maglia del Sarajevo, nella sua città natale. Successivamente ha avuto alcune parentesi in Austria, prima di tornare in ex Jugoslavia.

### Allenatore
Trasferitosi in Svezia alla fine degli anni '80, prima dell'inizio delle guerre jugoslave, dal 1993 ha allenato ad allenare all'interno del settore giovanile del Djurgården, una delle squadre della capitale Stoccolma.
Nell'estate del 1999 è stato chiamato, in tandem con Sören Åkeby, alla guida della prima squadra per sostituire Michael Andersson, quest'ultimo esonerato per mancanza di risultati. Il duo Åkeby-Lukić non è riuscito a evitare la retrocessione, ma nel 2000 hanno trovato un'immediata risalita in Allsvenskan. Dopo aver sfiorato il titolo nazionale nel 2001, la squadra si è laureata campione di Svezia nei due anni seguenti, classificandosi al primo posto sia nell'Allsvenskan 2002 che nell'Allsvenskan 2003. Con la partenza di Åkeby, Lukić ha iniziato la stagione 2004 da unico capo allenatore, ma a luglio è stato esonerato.
In vista dell'annata 2005 è diventato nuovo allenatore dell'Örgryte, riuscendo a centrare la salvezza al termine del primo anno. L'avvio del campionato successivo tuttavia si è rivelato molto più difficoltoso, tanto da dover lasciare la squadra dopo aver collezionato solo 3 punti nelle prime 9 giornate.
A meno di un mese dal divorzio dall'Örgryte, a stagione in corso, Lukić è diventato allenatore di un'altra squadra della città di Göteborg, il Qviding militante in Superettan. La squadra si è classificata penultima ed è scesa in terza serie, ma al primo tentativo ha riconquistato la promozione in Superettan. Nel 2008 il Qviding ha chiuso al nono posto, salvandosi.
Nel 2009 è tornato ad allenare nella massima serie svedese con la chiamata da parte del Djurgården, il suo vecchio club con cui aveva vinto due titoli nazionali in coppia con Sören Åkeby. Anche stavolta ha fatto parte di un tandem, formando in questo caso una coppia con Andrée Jeglertz. Il 3 giugno 2009, dopo meno di due mesi di campionato, Lukić si è dimesso, lasciando Jeglertz nel ruolo di allenatore unico.
Nell'agosto del 2010 ha iniziato ad allenare la squadra giovanile dei nati nel 1997 dell'IFK Lidingö, alle porte di Stoccolma. Nel 2012 ha assunto la guida della prima squadra, militante nella sesta serie nazionale, rimanendovi fino al 2014.
Nel gennaio del 2015 è diventato responsabile dei giocatori e dello sviluppo delle giovanili del Syrianska.
Il 21 agosto 2016 è stato nominato capo allenatore del Ljungskile, squadra che in quel momento era situata in zona retrocessione nel campionato di Superettan 2016. Lukić tuttavia non è poi riuscito ad evitare il penultimo posto e la conseguente discesa in terza serie.
Nel 2019 ha accettato di allenare il Rotebro IS in Division 6, l'ottavo livello del calcio svedese, ottenendo la promozione a fine anno. Nel 2020 e nel 2021 invece ha guidato il Sundbybergs IK nella Division 3, la quinta serie svedese. Per la stagione 2022 è tornato al Syrianska, questa volta come capo allenatore nel quarto livello del calcio nazionale. A fine stagione non è stato confermato.